# Richard Mwanza
Richard Mwanza   (Mufulira, 5 de maig de 1959 - Libreville, 27 d'abril de 1993) és un exfutbolista zambià de la dècada de 1980.
Fou internacional amb la selecció de futbol de Zàmbia.
Pel que fa a clubs, destacà a Kabwe Warriors F.C..
Va morir en l'accident aeri de la selecció de futbol de Zàmbia de 1993.